# رولد آموندسن (کشتی)
رولد آموندسن (کشتی) (به انگلیسی: Roald Amundsen (ship)) یک کشتی است که طول آن 50,2 m overall; hull: 38.2 m می‌باشد. این کشتی در سال ۱۹۵۲ ساخته شد.